# 逆轉錄聚合酶鏈式反應
逆轉錄PCR，或者稱反轉錄PCR(reverse transcription-PCR, RT-PCR)，是聚合酶鏈式反應(PCR)的一種廣泛應用的變形。在RT-PCR中，一條RNA鏈被逆轉錄成爲互補DNA，再以此爲模板通過PCR進行DNA複製。
由一條RNA單鏈轉錄爲互補DNA(cDNA)稱作“逆轉錄”，由依賴RNA的DNA聚合酶（逆轉錄酶）來完成。隨後，DNA的另一條鏈通過脫氧核苷酸、引物和依賴DNA的DNA聚合酶完成，隨每個循環倍增，即通常的PCR过程。原先的RNA模板被RNA酶 H降解，留下互補DNA。
RT-PCR的指數擴增是一種很靈敏的技術，可以檢測很低拷貝數的RNA。RT-PCR廣泛應用於遺傳病的診斷，並且可以用於定量監測某种RNA的含量。（檢測基因表達的方法，參見北方墨點法。）

## 用途
实时荧光RT-PCR可用于检测确诊嚴重急性呼吸系統綜合症冠狀病毒2型（2019新型冠状病毒）。

## 外部連結
- RT-PCR protocols from Penn state University （页面存档备份，存于）
- Database of validated PCR primer sets （页面存档备份，存于） (website critique)
- Animation to illustrate RT-PCR procedure, from Cold Spring Harbor Laboratory （页面存档备份，存于）
- The Reference in qPCR -- an Academic & Industrial Information Platform （页面存档备份，存于）
- www.eConferences.de -- Amplify your knowledge in qPCR, dPCR and NGS! （页面存档备份，存于）